# Karate Kid: Mästarens nya elev
Karate Kid - Mästarens nya elev (engelska: The Next Karate Kid) är en amerikansk långfilm från 1994 i regi av Christopher Cain, med Pat Morita, Hilary Swank och Michael Ironside i rollerna. Den hade biopremiär i USA den 12 augusti 1994.

## Handling
Mr. Miyagi träffar den unga kvinnan Julie, en ung flicka med myckert smärta i sitt liv. Han bestämmer sig för att träna hennes kropp och själ.

## Om filmen
Det är den fjärde filmen i Karate Kid-serien. Huvudpersonen från de tidigare filmerna, Daniel Larusso, är dock inte med i denna film som dessutom utspelar sig i andra delar av USA.

## Rollista
| Pat Morita        | – Sgt. Kesuke Miyagi |
| Hilary Swank      | – Julie Pierce       |
| Michael Ironside  | – Col. Dugan         |
| Constance Towers  | – Louisa Pierce      |
| Chris Conrad      | – Eric McGowen       |
| Michael Cavalieri | – Ned                |
| Walton Goggins    | – Charlie            |

### Fotnoter
1. ↑  ”The Next Karate Kid” (på engelska). Box Office Mojo. 12 augusti 1994. http://www.boxofficemojo.com/movies/?id=karatekid4.htm. Läst 5 september 2016.